# 子狐物語
《生命奇蹟小狐狸》是一部小說改編電影，導演為河野圭太，2006年3月18日在日本公映；電影改編自獸醫作家竹田津實之著作《小狐狸海倫所留下的回憶》由今井雅子改編成劇本，由西村由紀江策劃並製作電影配樂；該電影於同年8月30日發行二區DVD。
因其故事溫馨感人的關係，電影受到好評，並先後在香港、台灣與美國上映。

## 演員表
包括香港版粵語配音員
- 矢島幸次（大澤隆夫　飾／陳奕迅配音）
- 大河原律子（松雪泰子　飾／楊妮配音）
- 大河原太一（深澤嵐　飾／原島大地配音）
- 矢島美鈴（小林涼子　飾／薛凱琪配音）
- 山口先生（田波涼子　飾）
- 上原教授（藤村俊二　飾）
- 阿部貞夫
- 吉田日出子

### 主題曲
- 《太陽之下》曲／詞：藤卷亮太，唱：Remioromen

## 內容
故事背景為北海道之「森林動物診所」，所長矢島幸次獸醫因喪妻，與正在上中學之女兒美鈴在診所照顧越見眾多的受傷的動物；有天，一位女子帶來她的兒子太一從東京來找幸次，原來她為幸次在大學時識的女友大河原律子，律子並打算讓太一住在動物診所中。
有天，太一遇上了一隻被母狐遺棄的小狐狸，於是太一把牠接回診所並打算收養，由於收養太多動物，家計捉襟見肘，獸醫幸次起初並沒打算收留小狐，但他發現小狐對聲音與揚手，反應都十分遲鈍，經診斷原來這是牠先天病變，由於小狐跟海倫·凱勒的境況相似，故獸醫給牠取名為海倫（Helen）。
因為小狐不肯吃任何東西，幸次本來對這隻小狐也不存希望，也曾打算把小狐人道毀滅（劇中譯為安乐死），但太一卻始終執意堅持照顧，並著幸次盡力把牠治好，太一希望與海倫到海邊共渡夏天的時光，亦因為太一的堅持與耐心，讓海倫接受喝牛奶，甚至吃藥，體重亦有增加，這對太一是一種莫大的鼓舞與希望；但跟著的日子，小狐每次病發抓狂後，情況卻每況愈下。最終小狐只活了三個星期，牠與太一在海邊的群花簇擁中結束生命，但太一的堅持照顧與過程中的爭論卻給了幸次與律子對生命、家庭與幸福的意義有莫大的啟示。

## 相關著作
- 《子ぎつねヘレンがのこしたもの》（小狐狸海倫所留下的回憶），竹田津 實　著，偕成社2005年9月初版，ISBN 4035509509
- 《生命奇蹟小狐狸》（繪本）今井雅子 著，張玲玲 譯，台灣格林文化2006年6月初版，ISBN 9577459145

## 外部連結
- 電影官方網頁 （页面存档备份，存于）
- 電影簡介 （页面存档备份，存于）（香港電台文化互聯網）